# Arnett Gardens Football Club
El Arnett Gardens Football Club es un club de fútbol de Jamaica que juega en la Liga Premier Nacional de Jamaica, la liga de fútbol más importante del país.
Fue fundado en 1977 al sur de la capital Kingston, en la localidad de Saint Andrew a raíz de la fusión de los equipos All Saints y Jones Town Football. Cuentan con un grupo de fanáticos conocido como Junglists, conocidos por ser muy bulliciosos y acompañan al equipo donde sea.

## Palmarés
- Campeonato de Clubes de la CFU: 0
  - Subcampeón: 2

2002, 2018
- Liga Premier Nacional de Jamaica: 3

1978, 2001, 2002
- CFU Club Shield: 1

2024

## Jugadores destacados
- Walter Boyd
- Chris Diaz
- Winston Griffiths
- Onandi Lowe
- Gregory Messam
- Dwayne Plummer